# Audrey Sauret
Audrey Sauret  (nacida el 31 de octubre de 1976 en Charleville-Mézières, Francia) es una exjugadora de baloncesto francesa. Con 1.78 metros de estatura, jugaba en la posición de alero.